# 運動常數
在經典力學裏，對於一個動力系統，隨著時間的演進，所有保持不變的物理量都稱為運動常數（constant of motion），又稱為守恆量。它的作用有點類似運動的約束。可是，運動常數是數學的約束，自然地從運動方程式中顯現出來，而不是物理的約束；物理的約束會有相應的約束力來維持這約束。常見的運動常數例子有能量、動量、角動量、拉普拉斯-龍格-冷次向量。

## 應用
運動常數的辨認對於研究物理問題是非常重要的。通過解析運動常數，可以明瞭許多物體運動的性質，而不需將運動方程式的解答完全計算出來。假若一個物體的角動量向量是恆定的，則此物體的軌跡（Trajectory）必包含於一個平面。在有些幸運的狀況下，甚至連運動軌跡都可以簡單地導引出來；因為它們是運動常數的等值曲面之相交線。舉例而言，從潘索橢圓球（Poinsot's ellipsoid）可以觀察出，一個淨力矩等於零的剛體的旋轉，其角速度軌跡是一個圓球（角動量守恆）與一個橢圓球（能量守恆）的相交。用別種方法，這答案或許很不容易導引出。因此，運動常數的辨認是很重要的研究目標。

## 辨認運動常數的方法
辨認運動常數的方法有好幾種：
- 最簡單，但最無系統的方法是靠直覺。假設一個物理量是運動常數（或許是從分析實驗數據而得到的結論）。經過數學證明，可以論定，在物體的運動過程中，此量的值是保守的。

- 哈密頓-亞可比方程式給予一個常用與直接的方法來認明運動常數，特別是當採用正交坐標的哈密頓量，呈現出可辨認的函數形式。

- 另外一種方法應用下述事實：每一個守恆量的量值都相應於一個拉格朗日量的對稱性。諾特定理給予一個有系統的方法，從對稱性導引出守恆量。例如，拉格朗日量對於時間演化（英语：time evolution）的不變性，造成了能量守恆；拉格朗日量對於空間平移的不變性（平移對稱性），造成了動量守恆；拉格朗日量對於空間轉動的不變性，造成了角動量守恆。反過來說也是正確的；每一個拉格朗日量的對稱性相應於一個運動常數

- 假若一個物理量{\displaystyle A}，既不是顯性地含時間，又與哈密頓量的帕松括號等於零，則此物理量是保守的：

{\displaystyle {\frac {dA}{dt}}={\frac {\partial A}{\partial t}}+[A,\ H]}。
另外一個很有用的理論，帕松定理闡明：假若{\displaystyle A}與{\displaystyle B}都是運動常數，則它們的帕松括號{\displaystyle [A,\ B]}也是運動常數。
一個物理系統，假若擁有{\displaystyle n}個自由度，{\displaystyle n}個運動常數，其任何一對運動常數的帕松括號等於零，則稱此系統為完全可積分系統（completely integrable system）。稱這一集合的運動常數互相對合。

## 量子力學
假若，一個可觀測量{\displaystyle Q}與哈密頓量{\displaystyle H}是可交換的，而且不顯性地含時間，則此可觀測量是個運動常數。

### 導引
假設，一個可觀測量{\displaystyle Q=Q(x,p,t)}跟位置{\displaystyle x}、動量{\displaystyle p}、時間{\displaystyle t}有關。再假設一個波函數{\displaystyle \psi }遵守薛丁格方程式{\displaystyle i\hbar {\frac {\partial \psi }{\partial t}}=H\psi }。求{\displaystyle Q}期望值對於時間{\displaystyle t}的導數，
| {\displaystyle {\frac {d}{dt}}\langle Q\rangle } | {\displaystyle ={\frac {d}{dt}}\langle \psi \|Q\|\psi \rangle } |
|                                                  | {\displaystyle =\left\langle {\frac {\partial \psi }{\partial t}}\|Q\|\psi \right\rangle +\left\langle \psi \|{\frac {\partial Q}{\partial t}}\|\psi \right\rangle +\left\langle \psi \|Q\|{\frac {\partial \psi }{\partial t}}\right\rangle } |
|                                                  | {\displaystyle ={\frac {-1}{i\hbar }}\langle H\psi \|Q\|\psi \rangle +\left\langle \psi \|{\frac {\partial Q}{\partial t}}\|\psi \right\rangle +{\frac {1}{i\hbar }}\langle \psi \|Q\|H\psi \rangle }                                          |
|                                                  | {\displaystyle ={\frac {-1}{i\hbar }}\langle \psi \|HQ\|\psi \rangle +\left\langle \psi \|{\frac {\partial Q}{\partial t}}\|\psi \right\rangle +{\frac {1}{i\hbar }}\langle \psi \|QH\|\psi \rangle }                                          |
|                                                  | {\displaystyle ={\frac {-1}{i\hbar }}\langle \psi \|\left[H,Q\right]\|\psi \rangle +\left\langle \psi \|{\frac {\partial Q}{\partial t}}\|\psi \right\rangle }；                                                                               |
其中，{\displaystyle [H,Q]=HQ-QH}是交換子。
假若，{\displaystyle Q}與哈密頓量{\displaystyle H}是可交換的，而且不顯性地含時間，則
{\displaystyle {\frac {d}{dt}}\langle Q\rangle =0}。
所以，{\displaystyle Q}是運動常數。

## 參閱
- 守恆定律
- 正則變換
- 哈密頓力學
- 拉格朗日力學